# Santé en Nouvelle-Calédonie
Le système de santé de la Nouvelle-Calédonie comprend cinq hôpitaux. Il est menacé par les difficultés économiques du pays.

## Médecine kanak
Le système de santé français rejette la médecine kanak. Pourtant, selon des médecins, s'inspirer de la médecine kanak pourrait améliorer le système de santé calédonien et même hexagonal. Les connaissances botaniques kanak seraient particulièrement profitables. Néanmoins, selon Nathanaëlle Soler, « l’institutionnalisation des savoirs et pratiques thérapeutiques comporte le risque d’affaiblir une partie des pouvoirs rattachés à cette médecine – perte des pouvoirs thérapeutiques, comme le craignent les guérisseurs, mais aussi perte des pouvoirs que recouvre le refus de se plier aux dispositifs de rationalité légale et coloniale. »

## Établissements hospitaliers

### Centres hospitaliers publics
Depuis 2018, le territoire compte cinq centres hospitaliers publics, répartis entre trois établissements :
1) Les 4 établissement du Centre hospitalier territorial (CHT) de Nouvelle-Calédonie, situés sur le Grand Nouméa, ont été regroupés sur un site commun, le Médipôle de Koutio sur le territoire de la commune de Dumbéa dans la banlieue de Nouméa. Ce centre hospitalier a été inauguré en décembre 2016 et compte 645 lits et places, dont 537 de courts séjours autorisés, 71 places d'hospitalisation de jour et une centaine de places de moyens et longs séjours. Auparavant, les quatre anciens établissements cumulaient 516 lits et places au 31 décembre 2007, dont 457 de court séjour (220 en médecine, 133 en chirurgie, 64 en obstétrique et 40 en soins critiques), 34 de moyen séjour et 25 de long séjour, répartis comme suit :  
- CHT Gaston-Bourret : dans le centre-ville de Nouméa, sur le port, à l'emplacement de l'ancien fort Constantine (première construction de Port-de-France en 1854), 267 lits de court séjour (14 ouverts en 2008) et quelque vingt places d'hospitalisation de jour,
- CHT de Magenta : dans le quartier du même nom à Nouméa, pôle « mère - enfant » du CHT en accueillant les services de pédiatrie, gynécologie, obstétrique et la maternité, quelque 160 lits de court séjour, 14 places d'hospitalisation de jour et 13 postes d'hémodialyse,
- Centre médical du Col de la Pirogue : situé dans le col qui lui a donné son nom dans la commune de Païta, à 40 km de Nouméa, centre de convalescence et de rééducation, 34 lits de moyen séjour,
- Centre Raoul Follereau : sur la presqu'île de Ducos, centre Hansénien, ou léproserie, 25 lits de long séjour et accueille en permanence une quinzaine de malades.

2) L'établissement du Centre hospitalier spécialisé (CHS) Albert-Bousquet : dans le quartier de Nouville à Nouméa. C'est à la fois un centre de psychiatrie et de gériatrie, qui compte 263 lits (76 en gériatrie dont 56 en long séjour et 20 de réadaptation de moyen séjour, et 187 en psychiatrie dont 108 complets et 79 partiels).
3) Les 3 établissements du Centre hospitalier du Nord (CHN) : 132 lits dont 118 en court séjour (51 en médecine, 29 en chirurgie, 27 en obstétrique et 11 en soins critiques) et 14 de moyen séjour, répartis comme suit :
- Pôle sanitaire du Nord : à Koné sur la côte ouest et inauguré en 2018, 52 lits en court séjour (20 en médecine, 14 en chirurgie, 12 en obstétrique et 6 en soins critiques) et un plateau technique (bloc opératoire de quatre salles d'intervention, un laboratoire de biologie médicale centralisé, une pharmacie à usage intérieur, un site d'imagerie médicale et dix postes d'autodialyse),
- CHN Paula Thavoavianon : à Koumac sur la côte ouest, 42 lits en court séjour (17 en médecine, 13 en chirurgie, 9 en obstétrique et 3 en soins critiques),
- CHN Raymond-Doui Nébayes : à Poindimié sur la côte est, 38 lits dont 24 en court séjour (14 en médecine, 2 en chirurgie, 6 en obstétrique et 2 en soins critiques) et 14 polyvalents de soins de suites et de réadaptation en moyen séjour.

### Établissement privé
Depuis 2018, il n'existe plus qu'une clinique privée en Nouvelle-Calédonie, située à Nouméa dans le quartier de Nouville, pour 263 lits au 31 décembre 2020 : 213 en médecine, chirurgie et maternité (dont 151 de moyenne durée, 50 en soins ambulatoires et 12 postes de surveillance continue) et 50 en soins de suite et de réadaptation (SSR). Elle regroupe alors les trois anciennes cliniques, qui étaient elles-aussi situées à Nouméa :
- Clinique Magnin : dans le quartier de la Vallée des Colons à Nouméa, la plus ancienne  (1938) et plus importante clinique privée avec 82 lits (16 en médecine, 40 en chirurgie, 19 en obstétrique et 7 en soins critiques), elle fut la première maternité créée sur le Territoire, et reste encore aujourd'hui le deuxième lieu d'accouchement derrière le CHT de Magenta, et a également été le premier centre d'urgences et la première banque du sang (en 1952), elle occupe aujourd'hui le 1er rang des hôpitaux calédoniens en matière d'urologie.
- Clinique de la Baie des Citrons : dans le quartier du même nom, une SARL de groupement de médecins, 62 lits (21 en médecine, 32 en chirurgie et 9 en soins critique).
- Polyclinique de l'Anse Vata : dans le quartier éponyme, héritier d'un hôpital militaire américain de la Seconde Guerre mondiale, surtout connu pour sa maternité (le 3e lieu d'accouchement du Territoire), 34 lits (26 en médecine, 1 en chirurgie et 7 en obstétrique).

### Caractéristiques
La capacité totale d'hospitalisation en court séjour était donc au 31 décembre 2007 de 701 lits soit une densité de 2,9 lits pour 1000 habitants. Avec le moyen et long terme et la psychiatrie complète, on arrive à 958 lits, soit 3,96 lits d'hôpital pour 1 000 habitants (ce même rapport était à la même date de 7,08 lits pour 1 000 habitants en France métropolitaine, le taux de la Nouvelle-Calédonie s'apparentant avec ceux en Europe de l'Italie, de l'Espagne, de la Suède, du Danemark ou de Chypre). Il faut y adjoindre les 42 lits des 22 Centres médico-sociaux (dits « dispensaires »). De nombreuses opérations très spécialisées et un certain niveau technique (notamment pour le traitement des tumeurs, des maladies de l'appareil circulatoire, du système nerveux ou les malformations) nécessitent des évacuations sanitaires (Evasans), essentiellement vers l'Australie : leur nombre a atteint un niveau record en 2004 (environ 2 200), mais a tendance à décroître fortement depuis (il n'y en a eu que quelque 1 250 en 2008). Le fort taux d'occupation des établissements existants, l'exiguïté, la vétusté et la non-adaptation à une médecine moderne des locaux historiques de Gaston-Bourret et l'éclatement du CHT en quatre sites différents ont poussé les pouvoirs publics à lancer leur réunion sur un pôle commun, dans le quartier de Koutio à Dumbéa, soit la banlieue proche de Nouméa : les travaux du « Médipôle » (sur 75 000 m2, il est prévu pour offrir environ 650 lits et doit comprendre l’hôpital proprement dit, un plateau technique de 12 salles d’opération, un bâtiment logistique, l’Institut Pasteur, le centre de radiothérapie dédié au traitement du cancer et un centre de soins de suite et de rééducation CSSR), dont le coût est évalué à 37 milliards de F CFP lors de son lancement et de son premier vote au Congrès en 2005 puis revu à 44 milliards (avec un second vote) en 2009, doivent débuter en 2010 et aboutir en 2015.

## Centres médico-sociaux
Il existe de plus 42 lits polyvalents de proximité dans 26 Centres médico-sociaux (dits « dispensaires ») chargés de répondre aux besoins de la population dans le domaine curatif, de l’urgence et de la prévention, gérés par les Directions provinciales des affaires sanitaires et sociales (DPASS) et répartis en zone rurale (la « Brousse » et les Îles). 23 Centres médico-sociaux secondaires et infirmeries prennent le relais dans le reste du Territoire :
- dans les Îles Loyauté, seule des trois Provinces à ne pas disposer de centres hospitaliers, les dispensaires peuvent jouer le rôle de relais de ces derniers et sont donc plus fournis en lits que ceux de la Grande Terre : ils sont 5 (Wé et Chépénéhé à Lifou, Tadine et La Roche à Maré et Ouloup à Ouvéa) pour 31 lits, et 15 centres médico-sociaux secondaires et infirmeries (à Hnacaom, Siloam, Hnathalo, Hnaeu, Wedrumel, Drueulu, Mu et Hmelek sur Lifou, à Wabao, Hnawayetch, Rawa et Pénélo sur Maré, à Mouli et St Joseph sur Ouvéa, et à Tiga).
- dans le Sud : 7 dispensaires (à Boulari au Mont-Dore, à Vao à l'île des Pins et dans les villages-centres de Païta, La Foa, Bourail, Thio et Yaté) pour 9 lits, et 6 Centres médico-sociaux secondaires et infirmeries (à Dumbéa et Dumbéa Nord, à Plum et l'île Ouen au Mont-Dore, et à Unia et Goro à Yaté),
- dans le Nord : 14 dispensaires, soit un dans chaque village-centre de commune à l'exception de Koumac (qui dispose d'un hôpital) et de Pouembout (le village formant une agglomération quasi continue avec Koné) pour 2 lits seulement, et 2 Centres médico-sociaux secondaires et infirmeries (au village minier de Népoui à Poya et à la tribu de Bondé à Ouégoa).

## Professionnels de santé
Pour ce qui est de la présence de médecins, ils étaient 545 en activité au 1er janvier 2008, soit une densité de 223 médecins pour 100 000 habitants (soit largement moins qu'en France métropolitaine où elle est de 339 médecins pour 100 000 habitants au 1er janvier 2009), dont 258 libéraux (105,6 pour 100 000 habitants) et 287 salariés (117,4 pour 100 000 habitants). 
Il existe toutefois de fortes disparités géographiques puisque la densité se rapproche dans le Sud de celle de la métropole avec 274,2 médecins pour 100 000 habitants (un niveau comparable à celui de pays européens comme la Finlande, et supérieur à celui du Royaume-Uni), contre seulement 96,3 dans le Nord et 79,8 dans les Îles. 

46,8 % d'entre eux (255) sont des généralistes, avec une densité encore une fois en dessous de celle de la France métropolitaine même si l'écart est moins important (104,3 contre 135). 

Pour ce qui est des spécialistes, ils sont avant tout concentrés dans le Sud (158,3 pour 100 000 habitants, soit environ le niveau de la métropole, alors que la densité est seulement de 21,88 dans le Nord, nulle aux Îles et de 118,7 pour l'ensemble du Territoire) et plus particulièrement dans les grands centres hospitaliers de Nouméa. 
Aux médecins, il faut ajouter quelque :
- 125 chirurgiens-dentistes (densité de 51,1 pour 100 000 habitants, assez près des 68 de la métropole à la même date),
- 106 sages-femmes (163,2 pour 100 000 femmes âgées de 15 à 49 ans, c'est là une densité supérieure à celle de la France métropolitaine, qui était de 125 pour 100 000 femmes dans la même tranche d'âge à la même date),
- 141 pharmaciens (57,7 pour 100 000 habitants seulement, soit moins de la moitié de la densité de 118 de la métropole) dans 57 officines  (54 libérales, dont 21 à Nouméa, 14 dans les autres communes du Grand Nouméa et 19 en « Brousse » et Îles, et 3 mutualistes, dont 2 à Nouméa et 1 hors-Grand Nouméa),
- 1 098 infirmiers (449,2 pour 100 000 Néo-calédoniens, contre 780 en France métropolitaine),
- 116 masseurs-kinésithérapeutes (47,5 pour 100 000 néo-calédoniens, là encore une densité moitié moins forte qu'en métropole où elle atteint 105 au 1er janvier 2007).